# Ізабел Брігз Маєрс
Ізабел Бріґґз Маєрс (англ. Isabel Briggs Myers, нар. 18 жовтня 1897 — пом. 5 травня 1980) — американська романістка, письменниця і психолог. Розробниця соціонічного Індикатора типів Маєрс-Бріґґз (MBTI) в співавторстві з матір'ю Катаріною Кук Бріґґз.

## Життєпис
Народилася 18 жовтня 1897 року в Вашингтоні, США.
Середню освіту отримала вдома від матері, пізніше вступила до Swarthmore College, де здобула бакалаврський ступінь.
Мати Маєрс Катаріна Бріґґз цінувала роботи Юнга, які рекомендувала доньці й застосування яких пізніше лягло в основу теорії типології особистостей MBTI.
Співпрацювала із Мері МакКаллей над дослідженнями та випробуваннями своєї теорії типів.
Типологія особистостей Маєрс-Бріггс набула популярності у США. На її основі також створений коротший тест Кірси.
Померла 5 травня 1980 року.

## Публікації
- Myers, Isabel 1995 Gifts differing: Understanding personality type. Davies-Black Publishing, U.S. ISBN 0-89106-074-X
- Myers, Isabel 1990 Introduction to Type: A Description of the Theory and Applications of the Myers-Briggs Type Indicator. Centre for Applications of Psychological Type Inc ISBN 0-935652-06-X

## Ресурси тенет
- Онлайн текст Кірсі на темперамент